# Dawn Cavanagh
 (juin 2025).
Motif : Où sont les sources secondaires centrées sur elle ? Je ne vois au mieux que de courts paragraphes où sont présentés divers militants.
- Archive Wikiwix
- Bing
- Cairn
- DuckDuckGo
- E. Universalis
- Gallica
- Google
- G. Books
- G. News
- G. Scholar
- Persée
- Qwant
- (zh) Baidu
- (ru) Yandex
- (wd) trouver des œuvres sur Wikidata

| 1. | Préciser le motif de la pose du bandeau. | Précisez le motif de la pose du bandeau en utilisant la syntaxe suivante : {{admissibilité à vérifier\|date=juillet 2025\|motif=remplacez ce texte par le motif}}                  |
| 2. | Informer les utilisateurs concernés.     | Pensez à avertir le créateur de l'article, par exemple, en insérant le code ci-dessous sur sa page de discussion : {{subst:avertissement admissibilité à vérifier\|Dawn Cavanagh}} |

Dawn Cavanagh, née le 23 mars 1962, est une militante et féministe sud-africaine. 

## Biographie

### Jeunesse et éducation
Née le  23 mars 1962, elle fait ses études secondaires  à Fairvale Senior à Wentworth, une banlieue de Durban. En 1982, elle devient diplômée d'un baccalauréat en sciences, travail social à l'Université du Natal. De même, elle obtient une licence en travail social à l'Université d'Afrique du Sud en 1996 suivie d'une maîtrise en études du développement de l'Université du Natal.[réf. souhaitée]

### Carrière
Cavanagh milite pour l'accès aux soins de santé et contre le VIH/SIDA, des droits des femmes, des droits sexuels et des droits reproductifs. Elle travaille sur des projets de justice sociale et de développement dans les communautés locales et dans les espaces régionaux et internationaux. 
En 2004, elle  s'engage avec le Forum pour l'autonomisation des femmes (Forum for the Empowerment of Women, en anglais) et la Coalition des lesbiennes africaines qui est la première organisation de défense des droits des lesbiennes noires en Afrique du Sud. Elle travaille aussi pour Oxfam, ainsi que pour les défenseurs des droits civiques et le Women's Leadership Centre en Namibie.
En 2006 son discours engagé et rempli de colère est remarqué lors des funérailles de Ellen Kuzwayo,.
Elle participe à la création de la Coalition des lesbiennes africaines en 2004, dont elle devient la directrice en 2010. En 2014, Cavanagh établit le programme Masakhane (« Venez, soyons plus forts ensemble » en zoulou) avec le Lesben- und Schwulenverband in Deutschland pour offrir un meilleur réseautage et une meilleure autonomisation aux femmes lesbiennes, bisexuelles et transgenres en Afrique subsaharienne,.
Cavanagh collabore aussi avec l'Association for Women’s Rights in Development.

## Publications
- (en) « Losing the Beijing Agenda in the Sea of 'New Solutions' to HIV and AIDS », Taylor & Francis, Ltd, no 64,‎ 2005, p. 17-20 (lire en ligne )